# Světozor
«Světozor» (рус. «Светозор») — чешский и чехословацкий иллюстрированный еженедельный журнал на чешском языке.

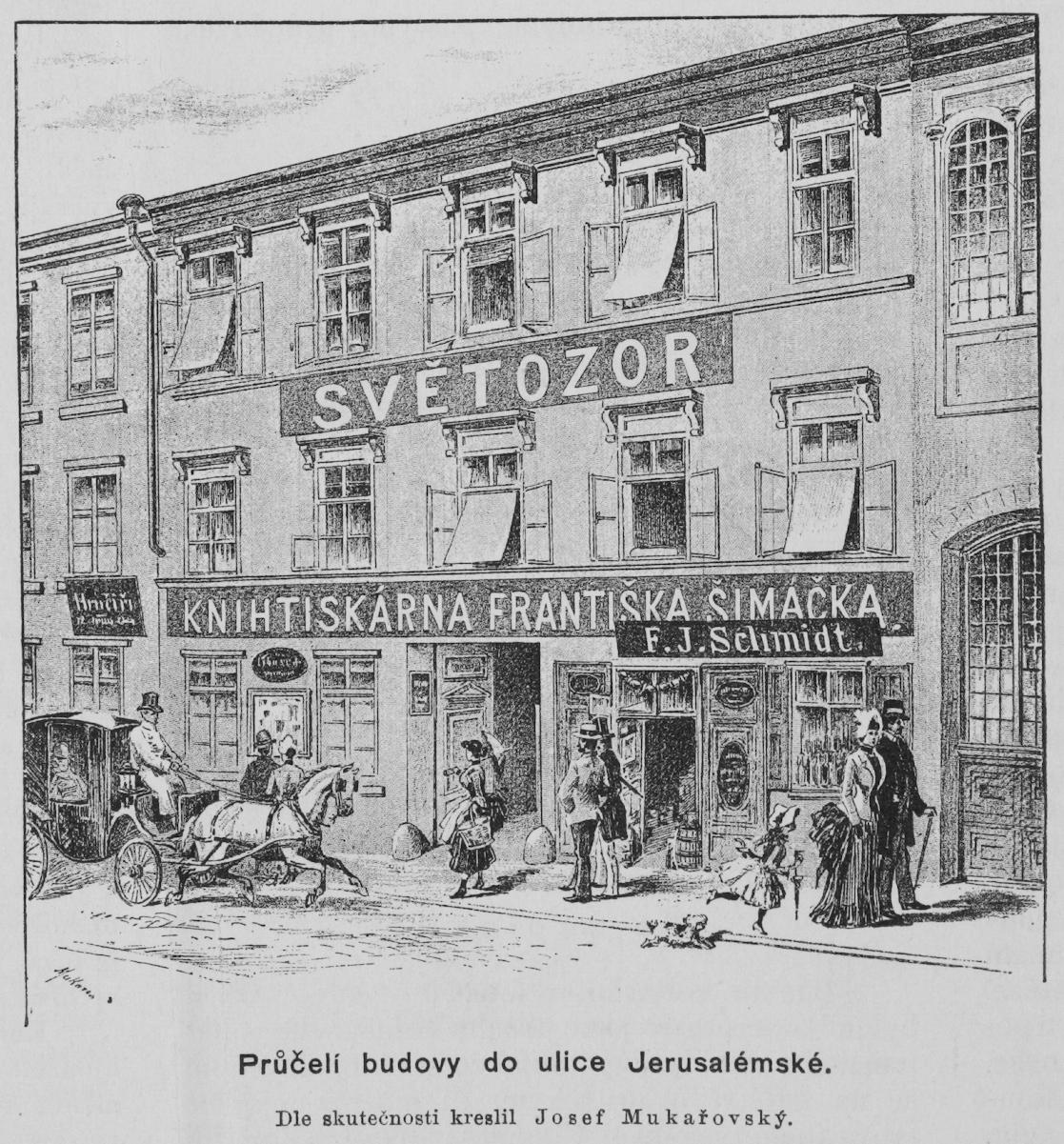
Редакция журнала «Světozor» в Праге на ул. Иерусалимской

Первый номер вышел 1 марта 1834 года. Основателем и главным редактором был славист Павел Йозеф Шафаржик, жена которого Катерина пожертвовала своим состоянием, чтобы издавать журнал, особенно его иллюстрированную часть.

«Světozor»

Еженедельник издавался по образцу британских и немецких иллюстрированных дешёвых, бульварных журналов. Целью «Světozor» было развлечь читателей разными интересными новостями и диковинками, но поначалу не встретил интереса у подписчиков и через два года исчез.
Выходил каждую субботу, всего было опубликовано 52 номера.
В 1867 году журнал был восстановлен предпринимателем и политиком Франтишеком Скрейшовским (1837—1902). Значительная часть еженедельника была посвящена литературе и искусству.
В 1876 г. журнал перешёл в собственность Типографско-издательской компании, от которой в 1883 г. перешёл к Ф. Шимачеку, а в 1899 году слился с журналом «Злата Прага», издававшимся издательством Яна Отто. С 1899 года более 30 лет журнал принадлежал Яну Отто.
В 1933—1939 годах журнал принадлежал левому журналисту и фотографу Павлу Альтшулю (1900—1944). Под руководством которого из развлекательного семейного издания превратился в еженедельник, посвящённый социальным новостям периода великого экономического кризиса, известиям о подъёме нацизма в Германии и московского сталинского режима. Также журнал сосредоточился на продвижении авангардных художественных направлений.
Иллюстрировали журнал в разные годы художники Венцеслав Черны, Артур Шейнер и другие.